# Saint-Martin-d'Armagnac
Saint-Martin-d'Armagnac is een gemeente in het Franse departement Gers (regio Occitanie) en telt 211 inwoners (2005). De plaats maakt deel uit van het arrondissement Condom.

## Geografie
De oppervlakte van Saint-Martin-d'Armagnac bedraagt 10,8 km², de bevolkingsdichtheid is 19,5 inwoners per km².
De onderstaande kaart toont de ligging van Saint-Martin-d'Armagnac met de belangrijkste infrastructuur en aangrenzende gemeenten.

## Demografie
Onderstaande figuur toont het verloop van het inwonertal (bron: INSEE-tellingen).